# 彼得森嶺
84°34′S 163°56′E / 84.567°S 163.933°E
彼得森嶺（英語：Peterson Ridge）是南極洲的山嶺，位於沙克爾頓海岸，處於斯托姆峰西部，屬於亞歷山德拉皇后山脈的一部分，現時由南極條約體系管理。